# Mathias Kasberger
Mathias Kasberger (* 24. Februar 1819 in Oberndorf, Kreis Wolfstein; † 20. Februar 1878 in München) war ein bayerischer Politiker und Landwirt in Oberndorf.
Kasberger wurde nach den Austritt von Franz Xaver Gaisbauer ab den 11. Dezember 1877 Landtagsabgeordneter des Königlich Bayerischen Landtages. Er behielt das Mandat bis zu seinem Tod. Sein Nachfolger wurde Franz Xaver Drechsler.